# Pésaj Sheni
Pésaj Sheni (hebreo: פסח שני, traducido como Segunda Pascua), es una celebración menor judía que se observa en el 14 de Iyar o Zif del calendario hebreo. Es mencionada en la Torá (Pentateuco), específicamente en el Libro de Números.
Moisés anuncia que el sacrificio de la Pascua judía (el Korbán Pésaj, o cordero pascual) solo puede ser ingerido por aquellas personas que se encuentran puras. Los hombres le manifiestan su preocupación a Moisés, ya que habiendo ellos estado en contacto con muertos, no se encuentran puros desde un punto de vista ritual, y por lo tanto no están en condiciones de cumplir con la Mitzvá (el mandamiento) de la Pascua. Moisés le consulta a Dios, quien le responde anunciando que todo aquel que se encuentra imposibilitado de sacrificar al cordero pascual el 14 de Nisán o Abib (tanto sea por dificultades de observancia o por incapacidad para viajar hasta el lugar del sacrificio), debe realizar el sacrificio el día 14 de Iyar (un mes después), y comer el cordero pascual acompañado con Matzá, un tipo de pan sin levadura, y con Maror (hierbas amargas). 
Actualmente, después de que fuera destruido el Templo de Jerusalén, y habiendo desaparecido el acceso al Monte del Templo (el único elemento que podía purificar a aquellos que hubieran estado en contacto con cadáveres), los judíos no pueden realizar el sacrificio correspondiente, ni durante la Pascua judía, ni durante la segunda Pascua, el Pésaj Sheni. También se acostumbra a comer un trozo de pan ácimo llamado Matzá, y se omite la oración del Tajanún y las otras oraciones de penitencia, debido al carácter festivo del día. 